# Verdragsstaten
De Verdragsstaten (Engels: Trucial States), ook Verdragskust genoemd, was de benaming die tussen 1820 en 1971 gegeven werd aan de sjeikdommen die sindsdien de Verenigde Arabische Emiraten vormen. Zij gingen een verdrag aan met het Verenigd Koninkrijk waarbij zij zich onder bescherming van de Britten stelden.

## Achtergrond
Het gebied van de huidige Verenigde Arabische Emiraten was eeuwenlang het strijdtoneel van elkaar bevechtende stammen. Veel van die stammen hielden zich bezig met zeeroverij waardoor het gebied dan ook bekendstond als Piratenkust. Omdat de belangrijke zeeroutes naar het oosten hierlangs liepen, poogden de westerse zeemogendheden met weinig succes de piraterij te bestrijden.
In het begin van de 19e eeuw besloten de Britten tot serieus ingrijpen. In 1819 begonnen zij een expeditie tegen Ras al-Khaimah, een van de sjeikdommen. Hoewel daarna de meeste sjeiks beloofden de piraterij te bestrijden, bleef de zeeroute naar Brits-Indië onveilig.
In 1853 was voor de Britten de maat vol. Zij dwongen de sjeikdommen tot een verdrag waarbij de vrede naar Britse voorwaarden werd opgelegd.

## Protectoraat
Om de sjeikdommen nog sterker aan zich te binden, sloot het Verenigd Koninkrijk in 1892 een nieuw verdrag, waarbij de sjeikdommen feitelijk een protectoraat van Groot-Brittannië werden.
In 1968 liet het Verenigd Koninkrijk weten het verdrag in 1971 te zullen beëindigen. De zeven sjeikdommen begonnen daarop besprekingen over hun toekomst, waarbij in eerste instantie ook de sjeiks van Bahrein en Qatar betrokken waren. Doel was een vereniging van de negen emiraten, maar de partijen konden geen overeenstemming bereiken. Bahrein verklaarde zich daarop in augustus 1971 onafhankelijk, in september van datzelfde jaar gevolgd door Qatar.
Bij het aflopen van het verdrag op 1 december 1971 werden de voormalige Verdragsstaten weer volledig onafhankelijk. De volgende dag sloten zes van de zeven een Unie. Het zevende sjeikdom, Ras al-Khaimah, sloot zich begin 1972 aan.